# Novotinea muricolella
Novotinea muricolella is een vlinder uit de familie echte motten (Tineidae). De wetenschappelijke naam is voor het eerst geldig gepubliceerd in 1879 door Fuchs.
De soort komt voor in Europa.